# مسجد فیزادان
مسجد فیزادان مربوط به دوره قاجار است و در شهرستان اصفهان، بخش مرکزی، دهستان کرارج، روستای فیزادان، بافت قدیم روستا واقع شده و این اثر در تاریخ ۲۶ اسفند ۱۳۸۷ با شمارهٔ ثبت ۲۶۱۷۸ به‌عنوان یکی از آثار ملی ایران به ثبت رسیده است.